# Miguel Jacinto Meléndez

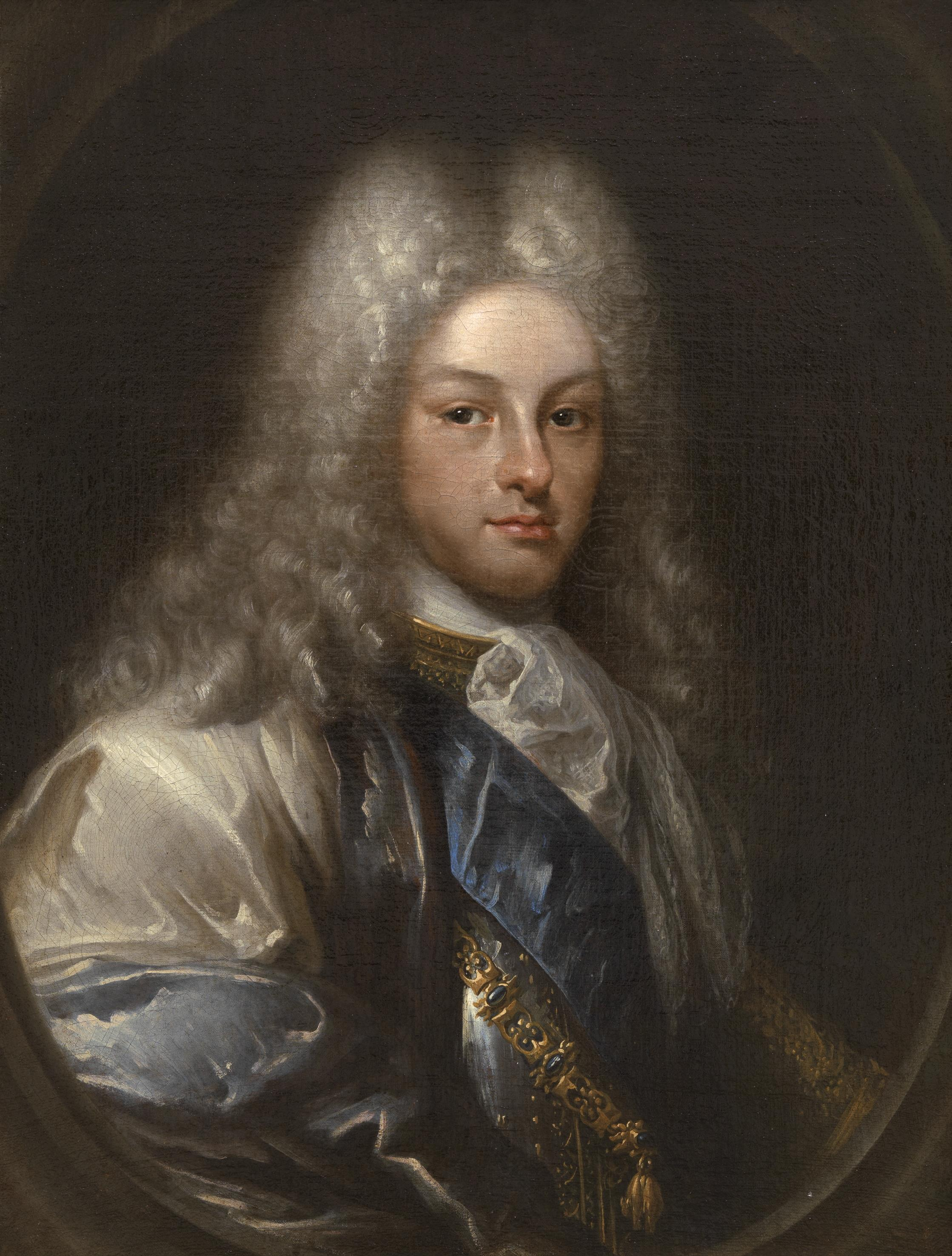
Felip V d'Espanya, per Miguel Jacinto Meléndez (1705).

Miguel Jacinto Meléndez (1679-1734) va ser un pintor espanyol. Va néixer a Oviedo. La seva formació va anar a càrrec de José García Hidalgo a Madrid. Principalment es va dedicar als retrats, realçant els de la casa real. El 1712 va ser nomenat pintor del rei. El seu estil està influït per Van Dyck i l'escola flamenca, encara que en les imatges de verges es nota la influència de Juan Carreño de Miranda.